# Geschichte Mutterstadts

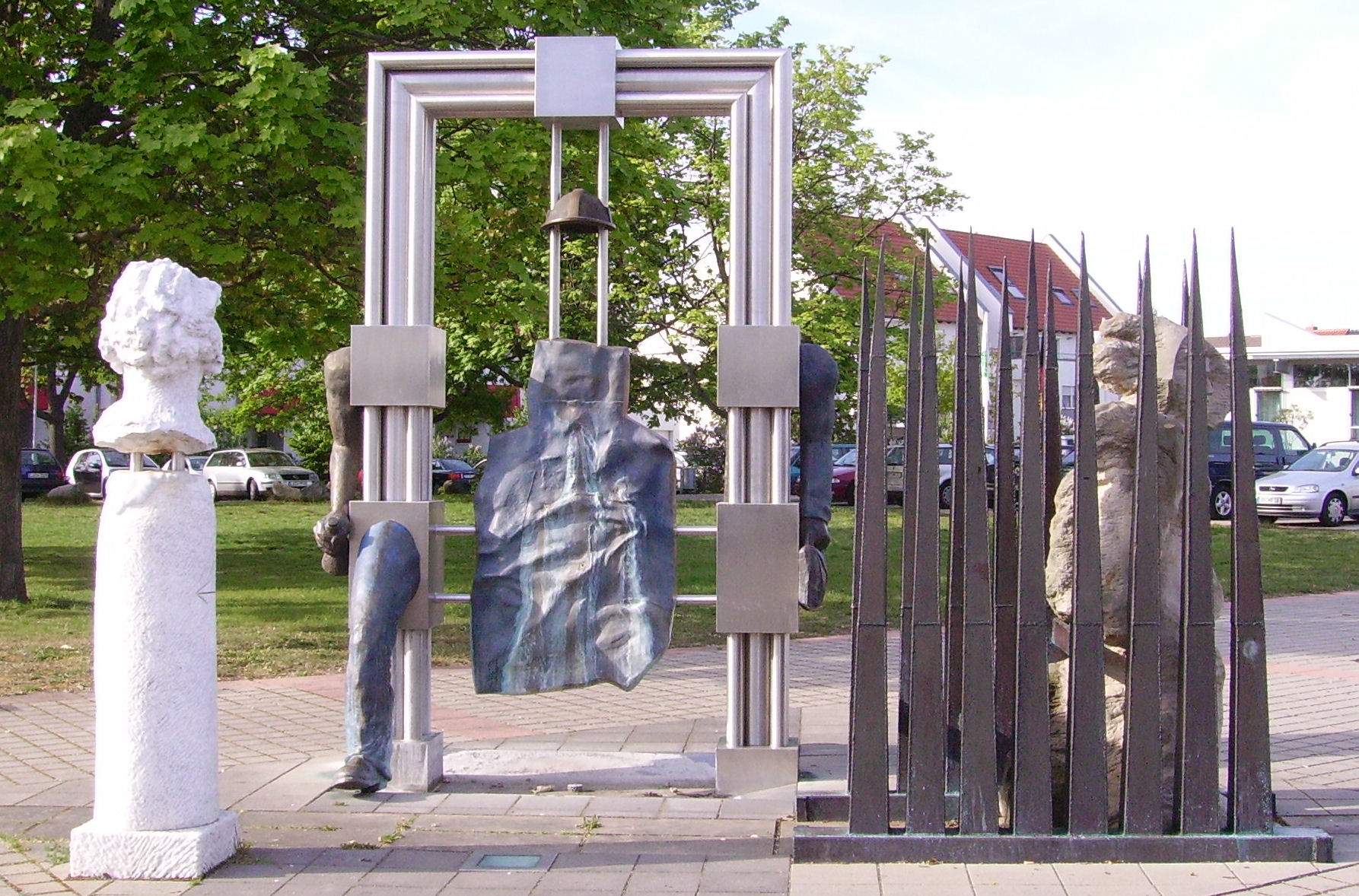
Skulptur vor dem Palatinum
Büste:
römischer Ursprung des Ortes
Torkonstruktion mit männlichem Torso:
industriebezogener Standort und Männer
durch Flachs-Hechel laufende Frau:
Frauen und Flachsanbau

Das Großdorf Mutterstadt in der historischen Kurpfalz ist ein Zentrum des Rhein-Pfalz-Kreises und hat in seiner wechselvollen Geschichte alle Ereignisse der Region mitgemacht.

## Vorzeit
Menschliches Leben lässt sich im Raum Mutterstadt bereits für die Steinzeit (vor 600.000 bis 4.000 Jahren) nachweisen. Die ältesten Funde stammen von Menschen, die als Jäger und Sammler Rastplätze mit weitem Ausblick bevorzugten. Diese fanden sich auf den dünenähnlichen Bodenwellen, die sich in der Altsteinzeit bis zu 6 Meter über dem Niveau der Landschaft erhoben. Die ältesten Funde sind plumpe Steinabschläge wie eine kurze, vielseitig verwendbare Breitklinge. Während der letzten großen Vereisung mussten die dem Neandertaler verwandten Urbewohner anderen Rassen weichen. Von diesen sind Kleinstwerkzeuge, so genannte Mikrolithe, überliefert, die einer Sonderstufe des Moustérien angehören, die hier erstmals in Deutschland gefunden wurden.
Im Jahr 1955 wurde in einer Sandgrube ein mittelsteinzeitlicher Fund gemacht. Dort lag in einer Tiefe von 80 Zentimetern im Sand auf einer Kalkplatte ein Skelett in Schlafstellung. Holzkohlereste unter den Unterschenkeln ließen auf ein Reinigungsfeuer schließen. Als einzige Grabbeigabe wurde ein Steinabschlag aus rötlichbraunem Porphyrit vom Donnersberg geborgen. Ein 1955 entdeckter Werkplatz eines mittelsteinzeitlichen Werkzeugmachers ergab allein 1.855 Fundstücke. Insgesamt wurden sechs größere Wohnplätze und einige kleinere Rastplätze der Mittelsteinzeit entdeckt.
In fast allen Teilen der Gemarkung wurden Funde geborgen, die der Jungsteinzeit angehören. Die große Anzahl der Funde aus der Jungsteinzeit lassen den Schluss zu, dass Mutterstadt vor etwa 5.000 Jahren dicht besiedelt war.

## Bronze- und Eisenzeit
Um 2000 vor Christus kam in Mutterstadt die Metallverarbeitung auf. Mit Bronze ließen sich Schmuckstücke herstellen. Daneben tauchen aber auch Anhänger aus Gold und Bernstein auf.
Von der Religiosität der Menschen der Bronzezeit zeugen Scheiben, Spiralen und Räder, die als Sonnensymbole gedeutet werden. Die Grabstätten wurden nach gewissen Richtlinien angelegt und reich ausgestattet. Reine Siedlungsplätze wurden jedoch nicht entdeckt. Aus einem durch Nachbestattung gestörten Grab wurden die säuberlich wieder ins Grab gegebenen ursprünglichen Beigaben geborgen.
Die Menschen der Eisenzeit waren zumeist Viehzüchter, die in einfachen Holzhäusern wohnten. In der frühen Eisenzeit waren dies oft nur flache Gruben, die kaum einem Menschen Raum boten. Die Wände der Hütten bestanden aus leichtem, mit Lehm verstrichenem Flechtwerk, das Dach aus Schilf und Reisern.
Die Hallstatt A-Zeit (etwa 1200 bis 750 vor Christus) hinterließ nur ein Bronzehohlbeil. Die späteren Hallstattzeiten (etwa 750 bis 450 vor Christus) lieferten dafür umso reicheres Fundmaterial. Rodungsarbeiten in den 1770er und den 1870er Jahren haben allerdings Hunderte von Grabhügeln vernichtet. Die Toten dürften aus einem weiteren Umkreis herbeigebracht worden sein.
Aus der Latènezeit stammen die ersten urkundlichen Nachrichten, die sich alle in römischen Quellen finden.

## Römerzeit

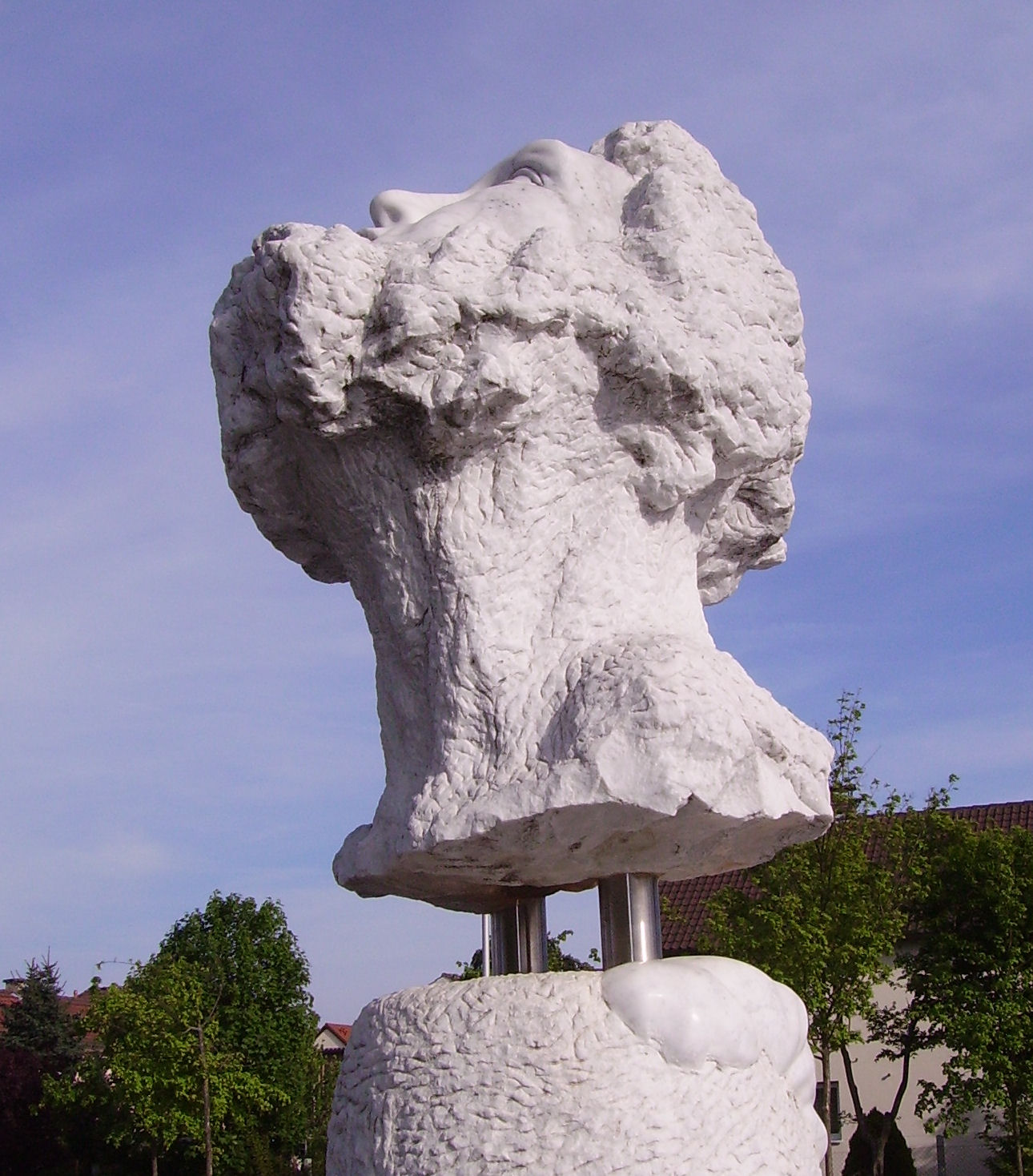
Skulptur vor dem Palatinum, die an die Römer erinnern soll

An der Ortsgrenze zog die römische Rheintalstraße als Fernstraße von Italien über Basel nach Mainz vorbei. Ein römischer Leugenstein stand an der Civitasgrenze zwischen Worms (Borbetomagus) und Speyer (Noviomagus) (VIII. Stein).
Römische Siedlungen lassen sich an mehreren Stellen in Dorf und Flur nachweisen.
Auf dem Medardusbuckel befand sich ein ausgedehntes Dorf der Römerzeit. Noch um 1900 waren die dortigen Äcker in einer Ausdehnung von 300 auf 400 Metern übersät von Steinbrocken, Bruchstücken römischer Dachziegel und römischer Gefäße. Selbst im Jahr 1966 kamen bei Brunnenbohrungen Bruchstücke römischer Ziegel zutage.
1874 wurde ein Brunnen freigelegt, der römische Dachziegel, Bruchstücke von Amphoren, Waffen und anderes Gerät enthielt.
Das Historische Museum der Pfalz erhielt 1842 neun römische Münzen aus Mutterstadt, darunter eine Goldmünze von Valentinian III., im Jahr 1909 erhielt es sogar 22 römische Münzen.

## Mittelalter
Im Jahr 450 fielen Hunnen unter der Führung Attilas in das linksrheinische Land ein und entvölkerten es.
In den frei gewordenen Raum drangen nun von Süden her die Alemannen, von Norden die Franken ein. Um 500 fiel die Entscheidung zugunsten der Franken.
Die Orte mit der Namensendung „-heim“, die Mutterstadt nördlich in großem Bogen umschließen, (Assenheim, Schauernheim, Fußgönheim, Ruchheim, Oggersheim, Maudach = Maudacheim, Mundenheim, Rheingönheim, Waldsee = Walesheim) sind Zeugen der ersten fränkischen Siedlungstätigkeit.
Am Rande des Waldgebietes gibt es aber auch eine Reihe von Siedlungen, deren Namen auf „-stadt“ enden. Mutterstadt und Dannstadt liegen am Nordrand des Waldes, Schifferstadt auf dem Ausläufer des Höhenrückens, der sich in den Wald einschiebt; Otterstadt gibt die Linie an, auf der die fränkischen Siedler den Wald von Osten einkreisten. Diese Orte sind vermutlich etwas später entstanden, als die fränkische Oberschicht durch neue Siedler Verstärkung erhielt und an die Nutzung des Waldes ging.

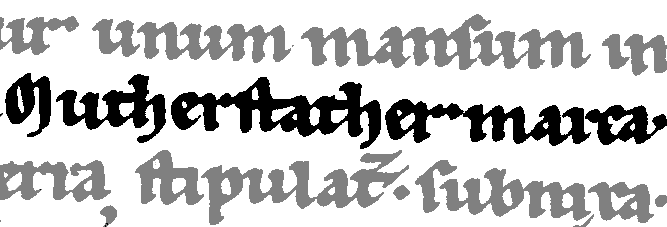
Erste Erwähnung im Lorscher Codex

Erste urkundliche Erwähnung der fränkischen Siedlung aus dem 7./8. Jahrhundert war im Jahr 767 (oder 768) als Mutherstather marca im Lorscher Codex. Dort findet sich eine Schenkung des Ehepaars Fricho und Hiltrud, die dem Kloster in der „Mutherstather marca“ (Mutterstadter Gemarkung) eine Hube und dreißig Morgen Ackerland vermachten. Da die Schenkung auf den 26. November des 16. Jahres der Regentschaft des Königs Pippin des Jüngeren datiert wird, sollte es sich um den 26. November 767 handeln, ist aber nicht abschließend zu klären.
- In den Weißenburger Überlieferungen lautet der Ortsname: Muoterestat, Muoterstat oder Muterestat.
- Im Lorscher Codex heißt der Ort dagegen Mutherstath und in der Hubenliste Mutherestat sowie 774 Muderstath und 801 Muterstat.

Dieser Ortsname ist auf einen Personennamen zurückzuführen und bedeutet: Wohnstätte des Muothari (oder Muther). Über einen Träger dieses Namens berichtet ein Eintrag aus dem Jahr 790 als ein gewisser Meginher für die Seelenrettung seines Verwandten Muther (lateinisch: pro remedio animae germani Mutheri) 5 Morgen Land in Mutherstath spendete. Das Christentum hatte gerade Fuß gefasst, so dass es Muther zu seinen Lebzeiten verschmäht haben mag, sich die Kirche durch Geschenke zu verpflichten, während sein Verwandter (lateinisch: germanus) Meginher nach Muthers Tod das Versäumte nachholte.
Bis 1331 blieb Mutterstadt Reichsgut und unterstand zuletzt der Landvogtei Speyer, danach wurde es durch Kaiser Ludwig den Bayer an die Pfalzgrafen Rudolf II. und Ruprecht I. verpfändet.

## Neuzeit

### Dreißigjähriger Krieg
Der Dreißigjährige Krieg vernichtete den Ort völlig und entvölkerte ihn total. Im Jahr 1621 quartierten sich die Spanier ein, 1622 kam Tilly, 1631 und 1632 die Schweden, 1634 kehrten die kaiserlichen Truppen wieder, 1635 rückten die Franzosen ein. 1637 wütete die Pest. 1639 kehrten Franzosen und weimarische Truppen wieder. Misshandlungen und Krankheiten rafften die Bevölkerung hinweg, die Flur lag unbebaut.
Das Unheil begann, als „die Pfalz nach Böhmen ging“, Kurfürst Friedrich V. die böhmische Königskrone annahm und nun die verbündeten katholischen Fürsten zu Gegnern hatte.
Nur wenige Bauern wagten sich aufs Feld, um die Ernte einzuholen.
Das Jahr 1622 brachte die ersten Verwüstungen. Nun flohen die Bewohner zum ersten Mal hinter die Stadtmauern von Speyer und Frankenthal. Im Frühjahr zogen sie wieder nach Hause, um ihre Felder zu bestellen. Jetzt mussten sie sich aber mit spanischen Kriegskontributionen auseinandersetzen. Jeder schätzungspflichtige Bürger musste monatlich die Hälfte der in Friedenszeiten erhobenen Jahresschatzung entrichten.
Nach dem Ende des Krieges wurde der Ort durch ehemalige Bewohner und Zuwanderer der verschiedensten Nationalitäten bevölkert. Von den Familien, die vor dem Kriege im Dorfe gelebt hatten, erscheinen nur wenige wieder. Neue Familien stammen zum Teil aus deutschen Landen. Andere kommen aus Holland, Frankreich, Schweiz und Italien. Von den 49 nachgewiesenen Schweizern, die Ende des 17. Jahrhunderts nach Mutterstadt einwanderten, stammen 22 aus dem Zürcher Gebiet, sieben aus Bern und 9 aus dem Waadtland. Aus dem Jahr 1670 wird berichtet, dass die französische Gemeinde zu Mutterstadt aus 27 Familien bestehe.
Der Wiederaufbau nach dem Dreißigjährigen Kriege wurde zunächst durch den Wildfangstreit verzögert.

### Pfälzischer Erbfolgekrieg
Der Pfälzische Erbfolgekrieg (1688–1697) brachte weiteres Unheil. Neue Einwanderer kommen in das abermals entvölkerte Dorf. Es sind diesmal Franzosen. Einen weiteren Auftrieb erhält die Einwanderung aus Frankreich durch die 1685 erfolgte Aufhebung des Ediktes von Nantes, das den Protestanten in Frankreich Duldung zugesichert hatte. Nun flüchteten über 500.000 Hugenotten, viele von ihnen in die Kurpfalz. Mutterstadt wurde allerdings vor dem Schlimmsten bewahrt. Zwar war die Einwohnerschaft auf die Hälfte gesunken, der Ort aber war noch bewohnbar und bot sogar Zuflucht für geflüchtete Ruchheimer.

### Spanischer Erbfolgekrieg
Im Spanischen Erbfolgekrieg (1701–1714) wird Mutterstadt „nicht nur grausam fouragiert, sondern auch total geplündert“. Außerdem bleiben die Truppen zum Winterquartier im Dorf. Wieder flieht ein Teil der Bevölkerung. 1714 bringt eine französische Fouragierung Mutterstadt an den Rand des Verderbens.
Der Wiederaufbau des 18. Jahrhunderts wurde dreimal durch kriegerische Handlungen verzögert, ohne allzu nachhaltig dadurch gehemmt zu werden. Als nach 1710 ruhigere Zeiten kamen, setzte eine neue Zuwanderung ein. Abermals erschienen französische (wallonische) Zuwanderer (du Jardin, in Gärtner verdeutscht, Magin, Tabernie und andere). Aus den Niederlanden (Flory).
Die Schweiz wurde von vielen Zuwanderern als Heimat angegeben. Weitere Einwanderer kamen aus verschiedenen innerdeutschen Herrschaftsgebieten. Unter den Zuwanderern fanden sich Zimmerleute; Maurer; Wagner und Schreiner. Daneben kamen Leinenweber, Schuhmacher, Schneider sowie ein Chirurgus. Die Einwohnerzahl für das Jahr 1719 gibt der katholische Pfarrer von Dannstadt so an:
57 reformierte Familien
9 lutherische Familien
6 gemischte Familien
3 „wiedertäuferische“ Familien
30 katholische Familien
1 jüdische Familie
Insgesamt waren das 106 Familien, was einer Einwohnerzahl von etwa 600 bis 700 Personen entsprochen haben wird. Im folgenden Jahrzehnt der Zuwanderung stieg die Einwohnerzahl im Jahr 1731 auf 714 Protestanten, 280 Katholiken und 7 Juden (1001 Einwohner).
Das nächste Jahrzehnt brachte keinen Zuwachs mehr, denn es setzte bereits Auswanderung nach Amerika ein. Ihr Entschluss beruhte wohl auf der Enttäuschung über das verwüstete Land. Um die Mitte des 18. Jahrhunderts setzte auch eine Auswanderung nach dem europäischen Osten ein.

### Französische Herrschaft

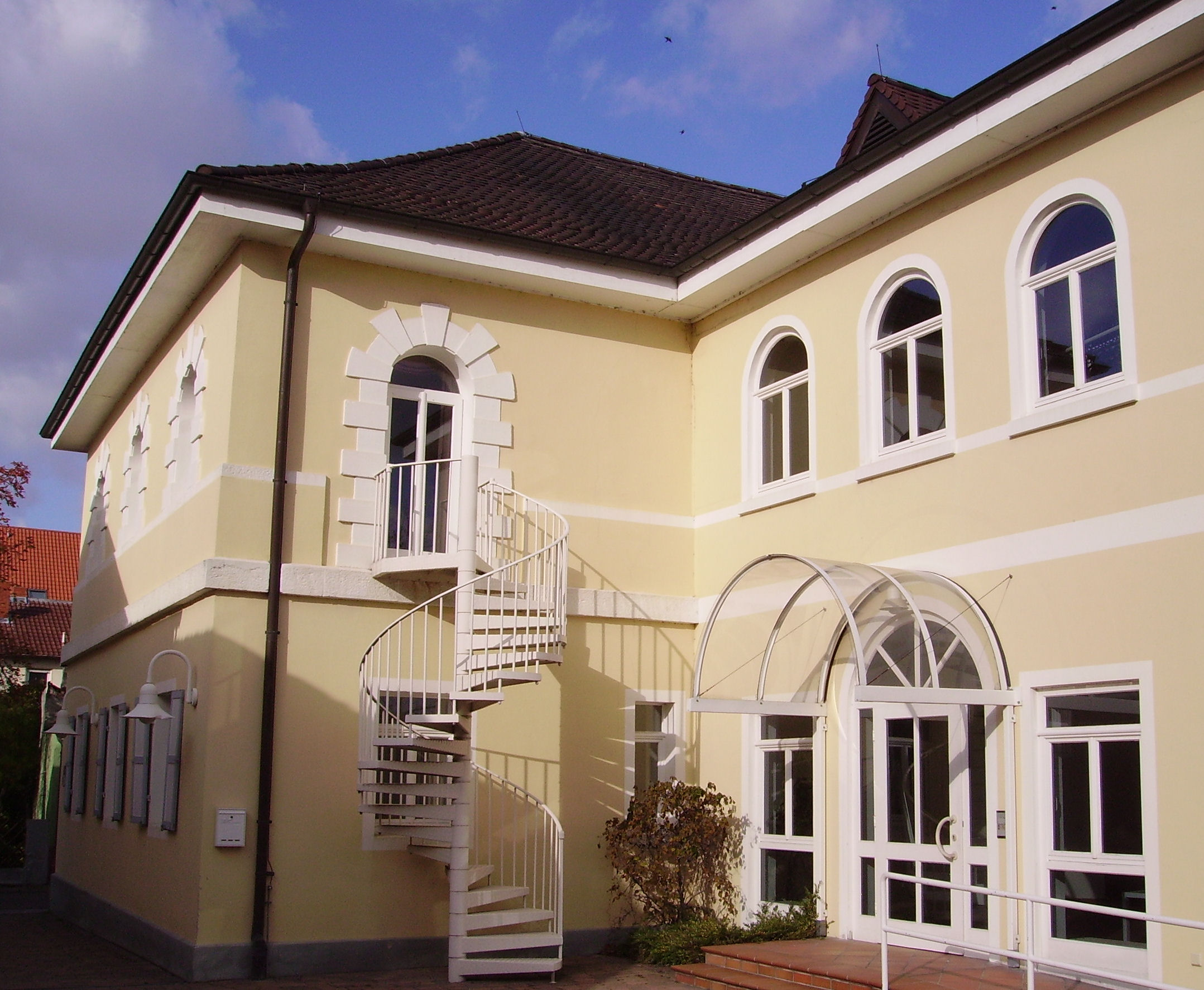
Gebäude der Kantonsverwaltung

Im Besitz der Kurpfalz und unter Verwaltung des Oberamtes Neustadt blieb Mutterstadt bis zur Übernahme der Herrschaft durch Frankreich im Jahr 1797. Mutterstadt wurde 1798 Hauptort (chef-lieu) des gleichnamigen Kantons im Département Donnersberg.
Einziges Zeugnis dieser Zeit ist das ehemalige Kantonsgefängnis im früheren „Arrestegässel“.

### Bayerische Pfalz
Nach dem Ende der französischen Herrschaft und der Neugliederung 1817 blieb Mutterstadt auch innerhalb des bayerischen Landkommissariates Speyer Kantonshauptort. Der Kanton wurde 1886 wegen der dynamischen Entwicklung der jungen Industriestadt Ludwigshafen zum eigenen Bezirksamt Ludwigshafen erhoben. Aus diesem ging 1939 der Landkreis Ludwigshafen am Rhein, ein Teil des heutigen Rhein-Pfalz-Kreises, hervor.

### Erster Weltkrieg
Vom umkämpften Abzug der letzten französischen Truppen im Jahr 1814 bis zum Ersten Weltkrieg vergingen hundert Jahre, ohne ernsthafte Kriegshandlungen im Raum Mutterstadt. Während des Weltkriegs wurden 1.378 Männer aus Mutterstadt zum Wehrdienst eingezogen. Als Ersatz für deren Arbeitskraft wurden 188 Kriegsgefangene im Ort zu allerlei Arbeiten herangezogen.

### Weimarer Republik
Französische Besatzung
Nach Inkrafttreten des Waffenstillstands 1918 mussten sich die deutschen Streitkräfte in kürzester Frist hinter den Rhein zurückziehen.
An ihrer Stelle zogen französische Soldaten in den Ort, die die Pestalozzischule besetzten, im Gemeindehaus ihre Schreibstube und im Lokalbahnhof ihre Hauptwache einrichteten. Das Dorf glich jetzt einem Heerlager. Das Verhältnis zwischen Einwohnerschaft und Besatzung war gespannt und wiederholt kam es zu Tätlichkeiten. Erst am 16. Oktober 1919 wurde das Dorf endgültig von den fremden Soldaten geräumt.
Passiver Widerstand
Im März 1923 legte die französische Militärbehörde das pfälzische Eisenbahnnetz still, um Reparationszahlungen zu erzwingen, und übernahm den Betrieb in eigener Regie. Die Bevölkerung lehnte es jedoch ab, die französische Regiebahn zu benutzen. So gingen viele zu Fuß oder fuhren mit Fahrrädern, andere wieder wurden von den Bauern mit Pferdefuhrwerken in die Stadt gebracht.
Separatismus
Im gleichen Jahr versuchten einige Rheinländer und Pfälzer, das linksrheinische Gebiet vom Reich zu lösen und riefen „die freie Pfalz“ aus. So brachte am 24. November 1923 ein französisches Militärauto Separatisten nach Mutterstadt, die im Namen der „Autonomen Pfalz“ die Polizisten, die Gendarmerie und die Feldhüter entwaffneten. Es wurde eine Liste von 25 Bürger aufgestellt, die hartnäckige Gegner der Autonomen Pfalz waren. Doch zur Ausweisung kam es nicht.
Wirtschaftskrise
Im Winter 1928/29 wirkte sich die Weltwirtschaftskrise aus. Die Zahl der Erwerbslosen stieg bedenklich. Zur Speisung der Kinder wurde 1929 eine Volksküche eingerichtet, die aus öffentlichen Sammlungen erhalten wurde und schon bei der Gründung 40 Kinder ernähren musste. 1930 musste man zusätzliche Speisungen für etwa 400 Kinder einrichten.
Während die Zahl der Wähler der NSDAP 1924 und 1928 in Mutterstadt nur wenige Dutzend betrug, stieg sie von 1930 an sprunghaft von 603 auf fast 1.500 im Jahr 1932.
Am 1. Januar 1930 trat Mutterstadt Gebietsteile zur Bildung der neuen Gemeinde Limburgerhof ab.

### Drittes Reich
Der sozialdemokratische Bürgermeister Jakob Weber wurde 1933 seines Amtes enthoben, März verhaftet und monatelang festgehalten. Am 22. März wurde der Ortsgruppenleiter der NSDAP Fritz Hauser kommissarischer Erster Bürgermeister. Die Zahl der unterstützten Erwerbslosen in Mutterstadt sank von 661 im Jahr 1933 auf 500 im Jahr 1934, auf 295 im Jahr 1935, auf 277 am 1. Januar 1936, schließlich auf 76 am 1. September 1936.
Der Bau des Westwalls brachte Dienstverpflichtete aus anderen Teilen Deutschlands nach Mutterstadt, von wo aus sie täglich mit Omnibussen zu ihren Arbeitsplätzen in der Südpfalz gebracht wurden. Im „Sitzkrieg“ musste das Land am Westwall von der Zivilbevölkerung geräumt werden. „Rückwanderer“ passierten nun Mutterstadt. Einige Hundert solcher Rückwanderer suchten in Mutterstadt Unterschlupf. Die Ostertage des Jahres 1940 brachten die ersten Kriegshandlungen, als feindliche Flugzeuge nachts wiederholt Mutterstadt überflogen.

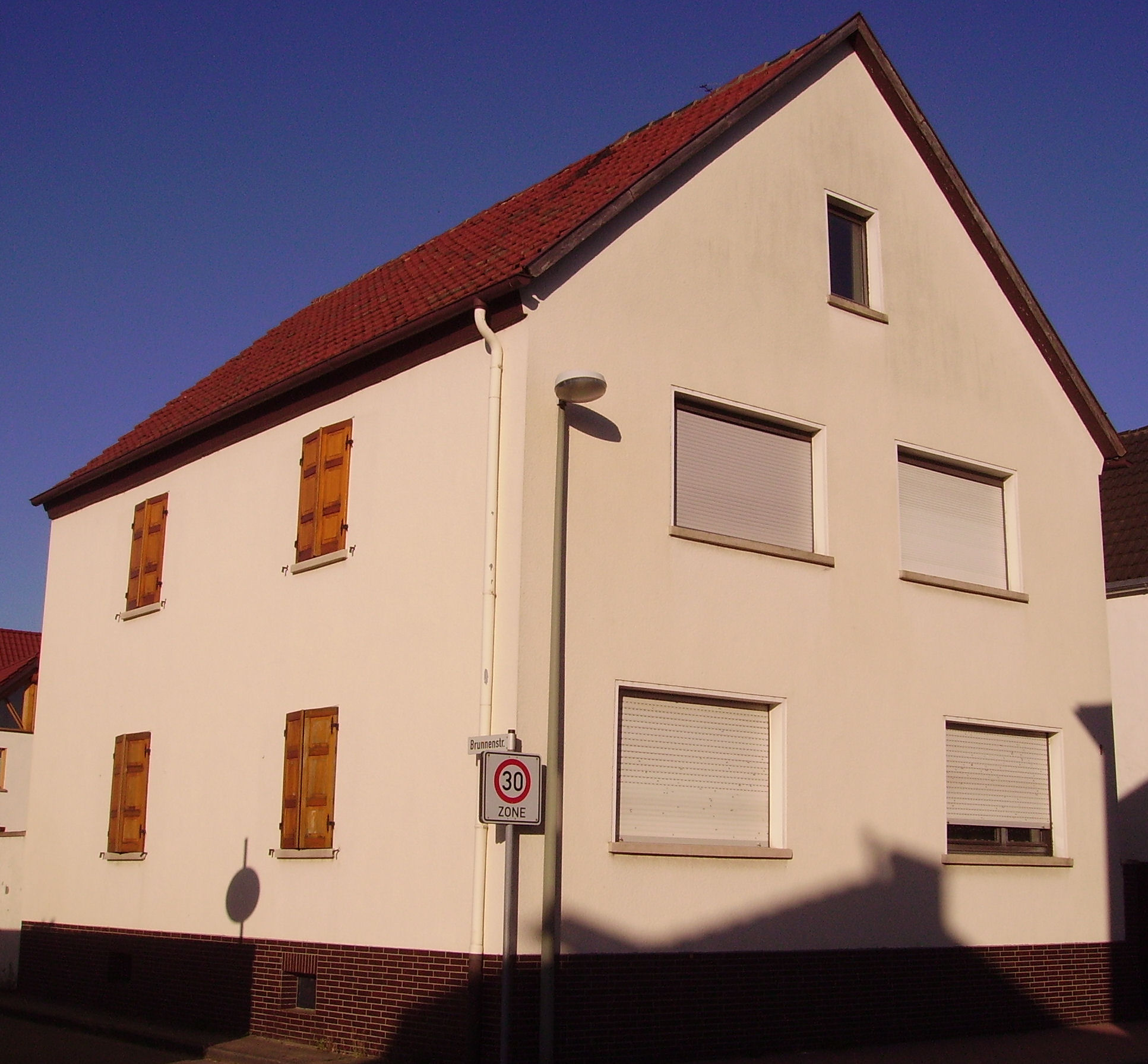
Im Keller dieses Hauses (Friedenstraße 1) kamen 38 Menschen ums Leben.

Bei dem Großangriff vom 1. Februar 1945 kamen 38 Menschen ums Leben, darunter allein 33 in einem Luftschutzraum, durch den Volltreffer einer schweren Bombe. Außer diesen Zivilpersonen fielen auch 14 einquartierte Soldaten.
Am 21. März besetzten die Amerikaner Fußgönheim und Ruchheim und eröffneten von dort aus das Feuer auf das noch von deutschen Truppen besetzte Mutterstadt. Die durch Funk verbreitete Drohung, Mutterstadt beim geringsten Widerstand dem Erdboden gleichzumachen, veranlasste viele Einwohner, an anderen Orten Unterschlupf zu suchen. Gegen 21 Uhr drang Infanterie in das Dorf ein, wobei Straßen, Höfe und Häuserfronten ununterbrochen beschossen wurden, ohne dass irgendwelcher Widerstand geleistet wurde.
Eine Belastung bedeuteten die 1100 Fremdarbeiter und Kriegsgefangenen, die sich in Mutterstadt sammelten. Innerhalb von zwei Stunden mussten die Bewohner ihre Häuser verlassen. Sowjetische Kriegsgefangene plünderten, schlachteten das Vieh ab und raubten Lebensmittel, Kleidungsstücke sowie alle Wertgegenstände.
Als im Juli 1945 die Franzosen die Pfalz übernahmen, requirierten diese alle möglichen Einrichtungsgegenstände für ihre Besatzungstruppen und deren Familienangehörige.

### Nachkriegszeit
Die französische Besatzungsmacht wehrte sich lang dagegen, eine größere Zahl von Flüchtlingen in ihr Gebiet aufzunehmen. Als jedoch die Flüchtlingslager in Dänemark geräumt werden mussten, kamen die ersten Vertriebenen nach Mutterstadt. Am 28. Januar 1949 gab es in Mutterstadt offiziell 212 Vertriebene.
Ab 1950 wurden im Zuge des Flüchtlingsausgleichs etwa 100 Familien, die bisher in Schleswig-Holstein, in Niedersachsen und Bayern untergebracht waren, Mutterstadt zugewiesen. Da die arbeitsfähigen Männer zu 75 % Bauarbeiter waren, fanden sie rasch Arbeit. Weitere Transporte folgten. Zu diesen Umsiedlern gesellten sich volksdeutsche Heimatvertriebene aus den südosteuropäischen Ländern.
1961 gab es in Mutterstadt 1057 Heimatvertriebene und 295 Sowjetzonenflüchtlinge.

## Einwohner

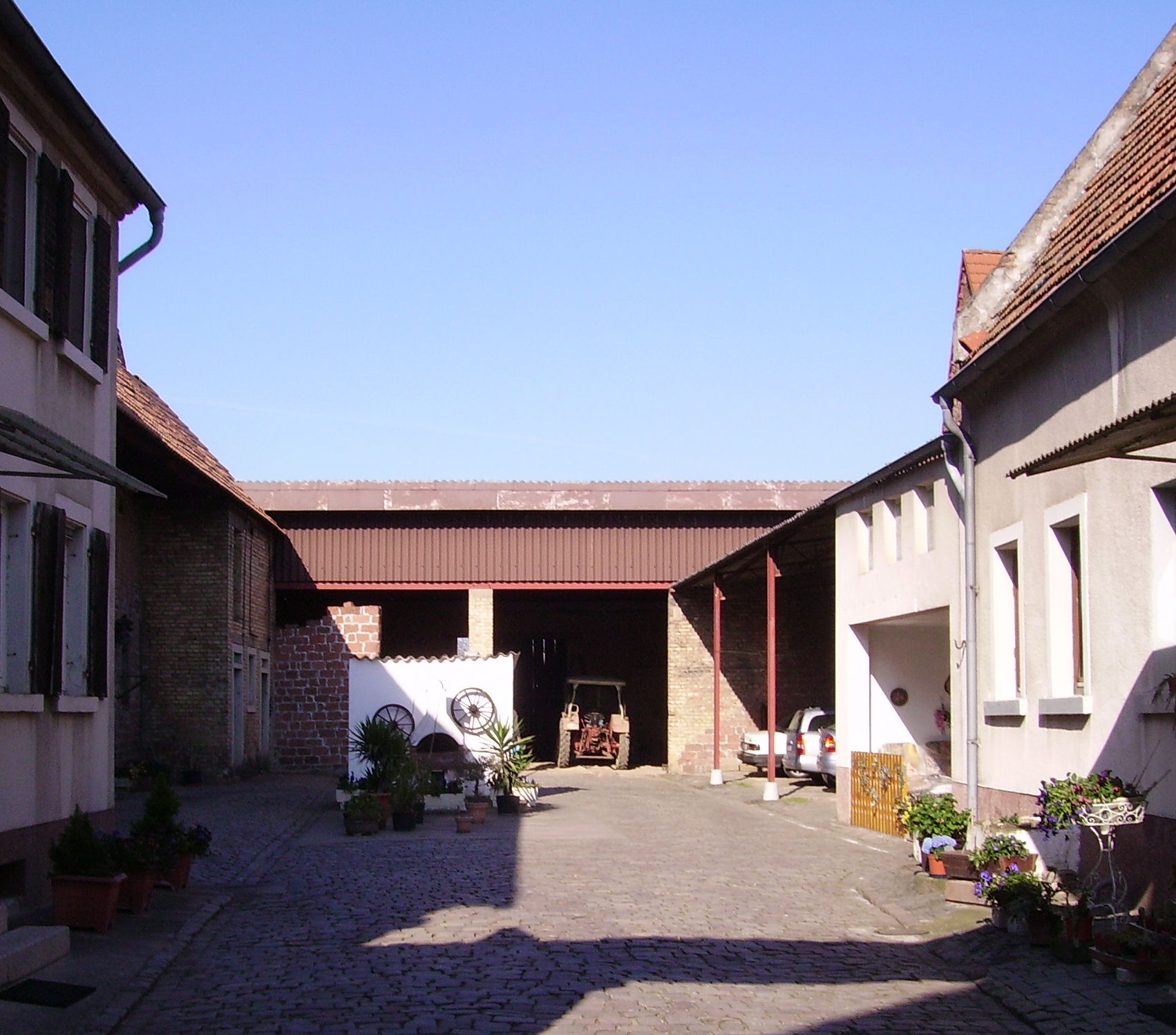
Heutiger Dreiseithof

Die historische Haus- und Hofform in Mutterstadt war der unvollständige Dreiseithof. Da in Mutterstadt die reine Fruchtwirtschaft gegenüber Viehhaltung überwog, genügte der hakenförmig angelegte Dreiseithof für die Unterbringung von Ackergerät und Ernte.
Der Bevölkerungszuwachs seit dem Zweiten Weltkrieg hat sowohl die Einwohnerstruktur als auch die Baustruktur verändert. Die früher vorherrschende Landwirtschaft ist im Ortsbild kaum noch zu sehen. Landwirtschaftliche Gebäude wurden durch Wohn- oder Geschäftshäuser ersetzt.

## Flur- und Straßennamen
Hinweise auf die Vergangenheit des Ortes geben alten Flur- und Straßennamen:
Arrestegässel: nach dem Arresthaus; heute Jahnstraße
Im Palmengarten: entstanden aus Banngärten
Pforte: schon 1275 so genannt; früher auch Falltor
Der große Pfuhl: seit 1275; einst offene Wasserstelle vor dem heutigen Wasserturm, die als Viehtränke genutzt wurde
Boberlach: seit 1325; sumpfiges Gelände; einst mit Buben (jungen Karpfen) besetztes Wasser
Eisenbahnstraße: viel begangener Weg zur Ludwigsbahn
In der Hanfrotz: Hanfröste; diente der Hanfverarbeitung
Hillensheim: Wüstung (heute Aussiedlerhöfe am Hillensheimer Hof)
Auf den Kehrwiesen: ursprünglich Gerwiesen nach ihrer spitz zulaufenden Form
Auf den Kreuzwiesen: viel Domherrengut
Mandelgraben: Grenzgraben gegen den mit Kiefern bestandenen Wald (mandala = Kiefer)
Maulbeerstück: ehemalige Maulbeerbaumkultur am Böhlgraben
Quotgraben: führte Abwässer vom Rathaus zum Dorfgraben (Quot = Kot/Schmutz)